# Amygdalum
Amygdalum is een geslacht van tweekleppigen uit de familie van de Mytilidae.

## Soorten
- Amygdalum americanum Soot-Ryen, 1955
- Amygdalum anoxicolum G. Oliver, 2001
- Amygdalum dendriticum Megerle von Mühlfeld, 1811
- Amygdalum dolichum (Suter, 1917) †
- Amygdalum newcombi (Dall, Bartsch & Rehder, 1938)
- Amygdalum pallidulum (Dall, 1916)
- Amygdalum peasei (Newcomb, 1870)
- Amygdalum politum (Verrill & S. Smith [in Verrill], 1880)
- Amygdalum sagittatum (Rehder, 1935)
- Amygdalum soyoae Habe, 1958
- Amygdalum striatum (Hutton, 1873)
- Amygdalum watsoni (E. A. Smith, 1885)